# Alexander Bruno
Alexander Dmitrievich Bruno (em russo:  Александр Дмитриевич Брюно; Moscou, 26 de junho de 1940) é um matemático russo, que trabalha com equações diferenciais e problemas matemáticos da mecânica e mecânica celeste. Trabalhou no Instituto Keldysh de Matemática Aplicada da Academia de Ciências da Rússia. É desde 2007 professor da Universidade Estatal de Moscou.
Bruno ganhou em 1956 o Terceiro e em 1957 o Primeiro Prêmio da Olimpíada Matemática de Moscou. Estudou na Universidade Estatal de Moscou, onde obteve a graduação em 1962, com o grau de Candidato de Ciências em 1966 na Universidade Estatal da Moldávia e o Doktor nauk (habilitação) em 1969.
Bruno estudou em seguida de Carl Ludwig Siegel o problema do menor denominador em sistemas dinâmicos, que resulta da iteração de funções analíticas em uma variável complexa. A partir disso introduziu em 1971 os números de Bruno, números irracionais para os quais o denominador das frações aproximadas no desenvolvimento em frações contínuas satisfaz
{\displaystyle \sum _{n=0}^{\infty }{\frac {\log q_{n+1}}{q_{n}}}<\infty }.
Foi palestrante convidado do Congresso Internacional de Matemáticos em Helsinque (1978).

## Obras
- A.D. Bruno Analytical form of differential equations, Transaction of the Moscow Mathematical Society, Volume 25, 1971, p. 131–288, Volume 26, 1972, p. 199–239.
- A.D. Bruno Local Methods in Nonlinear Differential Equations, Springer Verlag 1989
- A.D. Bruno The Restricted 3-Body Problem, Berlim: Walter de Gruyter, 1994.
- A.D. Bruno Power Geometry in Algebraic and Differential Equations, Amsterdam: Elsevier Science, 2000.
- A.D. Bruno Power expansion of solutions to the system of algebraic and differential equations, Doklady Mathematics, 64, 2001, Nr. 2, p. 180–186.